# Achim Späth
Achim Späth (* 1953 in Heilbronn) ist ein deutscher Jurist und Fußballfunktionär.

## Leben
Achim Späth, geboren im Heilbronner Ortsteil Böckingen, besuchte das Theodor-Heuss-Gymnasium Heilbronn. Zu seinen Klassenkameraden gehörte der spätere Sportjournalist Martin Hägele.
Achim Späth ist im Hauptberuf Vorsitzender Richter am Oberlandesgericht Stuttgart.
Späth wurde im Jahr 2013 als Nachfolger von Goetz Eilers zum Vorsitzenden des DFB-Bundesgerichts gewählt. Er lebt die Hälfte des Jahres in Baden-Baden.